# A kalifornium izotópjai
A kaliforniumnak (Cf) nincs stabil izotópja, így standard atomtömege nem adható meg.

## Táblázat
| Az izotóp jele | Z(p)                | N(n)                | Az izotóp tömege (u) | felezési idő            | magspin | jellemző izotóp- összetétel (móltört) | természetes ingadozás (móltört) |
| Az izotóp jele | gerjesztési energia | gerjesztési energia | gerjesztési energia  | felezési idő            | magspin | jellemző izotóp- összetétel (móltört) | természetes ingadozás (móltört) |
| -------------- | ------------------- | ------------------- | -------------------- | ----------------------- | ------- | ------------------------------------- | ------------------------------- |
| 237Cf          | 98                  | 139                 | 237,06207(54)#       | 2,1(3) s                | 5/2+#   |                                       |                                 |
| 238Cf          | 98                  | 140                 | 238,06141(43)#       | 21,1(13) ms             | 0+      |                                       |                                 |
| 239Cf          | 98                  | 141                 | 239,06242(23)#       | 60(30) s [39(+37−12) s] | 5/2+#   |                                       |                                 |
| 240Cf          | 98                  | 142                 | 240,06230(22)#       | 1,06(15) perc           | 0+      |                                       |                                 |
| 241Cf          | 98                  | 143                 | 241,06373(27)#       | 3,78(70) perc           | 7/2−#   |                                       |                                 |
| 242Cf          | 98                  | 144                 | 242,06370(4)         | 3,49(15) perc           | 0+      |                                       |                                 |
| 243Cf          | 98                  | 145                 | 243,06543(15)#       | 10,7(5) perc            | (1/2+)  |                                       |                                 |
| 244Cf          | 98                  | 146                 | 244,066001(3)        | 19,4(6) perc            | 0+      |                                       |                                 |
| 245Cf          | 98                  | 147                 | 245,068049(3)        | 45,0(15) perc           | (5/2+)  |                                       |                                 |
| 246Cf          | 98                  | 148                 | 246,0688053(22)      | 35,7(5) óra             | 0+      |                                       |                                 |
| 247Cf          | 98                  | 149                 | 247,071001(9)        | 3,11(3) óra             | (7/2+)# |                                       |                                 |
| 248Cf          | 98                  | 150                 | 248,072185(6)        | 333,5(28) nap           | 0+      |                                       |                                 |
| 249Cf          | 98                  | 151                 | 249,0748535(24)      | 351(2) év               | 9/2−    |                                       |                                 |
| 249mCf         | 144,98(5) keV       | 144,98(5) keV       | 144,98(5) keV        | 45(5) µs                | 5/2+    |                                       |                                 |
| 250Cf          | 98                  | 152                 | 250,0764061(22)      | 13,08(9) év             | 0+      |                                       |                                 |
| 251Cf          | 98                  | 153                 | 251,079587(5)        | 900(40) év              | 1/2+    |                                       |                                 |
| 252Cf          | 98                  | 154                 | 252,081626(5)        | 2,645(8) év             | 0+      |                                       |                                 |
| 253Cf          | 98                  | 155                 | 253,085133(7)        | 17,81(8) nap            | (7/2+)  |                                       |                                 |
| 254Cf          | 98                  | 156                 | 254,087323(13)       | 60,5(2) nap             | 0+      |                                       |                                 |
| 255Cf          | 98                  | 157                 | 255,09105(22)#       | 85(18) perc             | (7/2+)  |                                       |                                 |
| 256Cf          | 98                  | 158                 | 256,09344(32)#       | 12,3(12) perc           | 0+      |                                       |                                 |

## Fordítás
Ez a szócikk részben vagy egészben az Isotopes of californium című angol Wikipédia-szócikk ezen változatának fordításán alapul.  Az eredeti cikk szerkesztőit annak laptörténete sorolja fel. Ez a jelzés csupán a megfogalmazás eredetét és a szerzői jogokat jelzi, nem szolgál a cikkben szereplő információk forrásmegjelöléseként.